# Перов, Иван Петрович
Ива́н Петро́вич Перо́в (15 [27] августа 1898, Верхняя Матрёнка, Тамбовская губерния — 22 июня 1967, Москва) — хозяйственный руководитель, Герой Социалистического Труда (1957). Участник Гражданской войны.

## Биография
Родился в с. Верхняя Матрёнка Усманского уезда Тамбовской губернии (ныне — в Добринском районе Липецкой области). В 1930 — ассистент Тимирязевской сельскохозяйственной академии имени К. А. Тимирязева.
В 1930-е — 1953 г. — на различных должностях в Сахалинской области.
23.09.1938 г. — 23.05.1939 находился под следствием по обвинению по ст. 58-1 «а»-7-9 УК РСФСР. Дело прекращено.
В 1954—1958 годах в Иртышском районе Павлодарской области (Казахстан) возглавлял совхоз «Иртышский».

## Награды
11 января 1957 года Ивану Петровичу Перову было присвоено звание Героя Социалистического Труда с вручением ордена Ленина и золотой медали «Серп и молот».